# Bernhardi Heights
Die Bernhardi Heights sind ein zumeist verschneiter Gebirgszug im ostantarktischen Coatsland mit Berggipfeln einer Höhe von bis zu 1220 m. Sie liegen östlich des Schimper-Gletschers in den Herbert Mountains der Shackleton Range.
Die United States Navy fertige 1967 erste Luftaufnahmen an. Von 1968 bis 1971 nahm der British Antarctic Survey eine geodätische Vermessung des Gebiets vor. Das UK Antarctic Place-Names Committee benannte die Heights 1971 nach dem deutschen Geologen Albrecht Reinhard Bernhardi (1797–1849), der 1832 als Erster anhand von Findlingen und Moränen in Norddeutschland die frühere Ausdehnung des arktischen Eisschilds erkannt hatte.